# Melaenornis ardesiacus
El papamoscas de Berlioz (Melaenornis ardesiacus) es una especie de ave paseriforme de la familia Muscicapidae endémica de las montañas de la región de los Grandes Lagos de África. 